# Atletica leggera ai Giochi della XXXI Olimpiade - Lancio del martello maschile

Video ufficiale della Finale

Ai Giochi della XXXI Olimpiade, che si sono tenuti a Rio de Janeiro nel 2016, la competizione di lancio del martello maschile si è svolta tra il 17 e il 19 agosto presso lo Stadio Nilton Santos.

## Presenze ed assenze dei campioni in carica
Per i campionati europei si considera l'edizione del 2014.
| Competizione         | Atleta               | Prestazione    | Rio 2016 |
| -------------------- | -------------------- | -------------- | -------- |
| Olimpiadi 2012       | Krisztián Pars       | 80,59 m        | Presente |
| Europei 2014         | Krisztián Pars       | 82,69 m        | Presente |
| Asiatici 2014        | Dilshod Nazarov      | 76,82 m        | Presente |
| Panamericani 2015    | Kibwe Johnson        | 75,46 m        | Presente |
| Mondiali 2015        | Paweł Fajdek         | 80,88 m        | Presente |
|                      |                      |                |          |
| Mondiali junior 2012 | Ashraf Amgad Elseify | 85,57 m (6 kg) | Presente |

## La gara
Il favorito è il campione del mondo Paweł Fajdek (Polonia), imbattuto da 29 gare (marzo 2015). Fajdek, invece, ha una controprestazione ed esce mestamente di gara (72,00 m). Da notare che il dodicesimo, ovvero l'ultimo lancio utile per la qualificazione, è un mediocre 73,95 m.
Il miglior lancio di qualificazione è del connazionale Wojciech Nowicki (77,64 m). Notevole la prestazione del quarantenne Ivan Cichan: il bielorusso (che rientra da una squalifica per doping) accede alla finale con la seconda misura.

In finale prendono subito il comando della gara Cichan e il tagiko Dilšod Nazarov: al primo turno sono gli unici a lanciare oltre i 76 metri. Terzo è Krisztián Pars con 74,77. Nel turno successivo si migliorano tutti: i primi due superano i 77 metri, mentre Pars si blocca: nel resto della gara verrà superato da tre concorrenti. Chi tiene più a lungo la terza posizione è il giovane messicano Diego del Real (22 anni): al terzo turno lancia 76,05. Più su in classifica Nazarov aumenta il distacco: 78,07 contro 77,43 di Cichan.

Nella seconda parte di gara, dopo un quarto turno interlocutorio, al quinto lancio Nazarov consolida il suo primato con 78,68. Cichan replica solo con 77,79: il solco tra lui e il tagiko rimane inalterato. Del Real pregusta già il bronzo quando all'ultimo turno Nowicki lancia l'attrezzo a 77,73 relegandolo al quarto posto.
Per il Tagikistan, stato indipendente dagli anni novanta del XX secolo, è la prima vittoria olimpica in tutti gli sport.

## Risultati

### Qualificazione
Qualificazione: 76,50 m (Q) o le migliori 12 misure (q).
| Posizione | Gruppo | Nome                   | Nazionalità   | Lanci | Lanci | Lanci | Risultato | Note |
| Posizione | Gruppo | Nome                   | Nazionalità   | 1°    | 2°    | 3°    | Risultato | Note |
| --------- | ------ | ---------------------- | ------------- | ----- | ----- | ----- | --------- | ---- |
| 1         | B      | Wojciech Nowicki       | Polonia       | 74,39 | 74,09 | 77,64 | 77,64     | Q    |
| 2         | B      | Ivan Cichan            | Bielorussia   | 76,51 |       |       | 76,51     | Q    |
| 3         | B      | Dilshod Nazarov        | Tagikistan    | 75,46 | 76,39 |       | 76,39     | q    |
| 4         | B      | Krisztián Pars         | Ungheria      | 73,54 | 75,49 |       | 75,49     | q    |
| 5         | B      | Diego del Real         | Messico       | 73,20 | 75,19 | n     | 75,19     | q    |
| 6         | B      | Serghei Marghiev       | Moldavia      | 74,97 | 73,74 | n     | 74,97     | q    |
| 7         | B      | David Söderberg        | Finlandia     | 74,55 | 70,91 | 74,64 | 74,64     | q    |
| 8         | B      | Sjarhej Kalamoec       | Bielorussia   | 71,10 | 74,29 | 73,00 | 74,29     | q    |
| 9         | A      | Wagner Domingos        | Brasile       | 71,93 | 74,17 | 73,65 | 74,17     | q    |
| 10        | A      | Marcel Lomnický        | Slovacchia    | 74,16 | n     | 73,47 | 74,16     | q    |
| 11        | A      | Jevhen Vynohradov      | Ucraina       | 73,46 | 71,85 | 73,95 | 73,95     | q    |
| 12        | A      | Ashraf Amgad Elseify   | Qatar         | 72,99 | 72,62 | 73,47 | 73,47     | q    |
| 13        | A      | Pavel Barėjša          | Bielorussia   | n     | n     | 73,33 | 73,33     |      |
| 14        | A      | Roberto Janet          | Cuba          | 72,77 | 71,53 | 73,23 | 73,23     |      |
| 15        | B      | Lukáš Melich           | Rep. Ceca     | 70,73 | 73,14 | 72,54 | 73,14     |      |
| 16        | B      | Conor McCullough       | Stati Uniti   | 70,64 | 66,30 | 72,88 | 72,88     |      |
| 17        | A      | Paweł Fajdek           | Polonia       | n     | 71,33 | 72,00 | 72,00     |      |
| 18        | A      | Rudy Winkler           | Stati Uniti   | n     | 71,89 | n     | 71,89     |      |
| 19        | B      | Chris Bennett          | Gran Bretagna | 68,44 | 70,47 | 71,32 | 71,32     |      |
| 20        | B      | Mihail Anastasakis     | Grecia        | 71,07 | n     | 71,28 | 71,28     |      |
| 21        | A      | Mark Dry               | Gran Bretagna | 70,26 | n     | 71,03 | 71,03     |      |
| 22        | B      | Nick Miller            | Gran Bretagna | n     | n     | 70,83 | 70,83     |      |
| 23        | B      | Suhrob Khodjaev        | Uzbekistan    | 68,83 | n     | 70,11 | 70,11     |      |
| 24        | B      | Esref Apak             | Turchia       | n     | n     | 70,08 | 70,08     |      |
| 24        | A      | Roberto Sawyers        | Costa Rica    | 70,08 | n     | n     | 70,08     |      |
| 26        | A      | Mohamed Mahmoud Hassan | Egitto        | 68,47 | 67,38 | 69,87 | 69,87     |      |
| 27        | A      | Javier Cienfuegos      | Spagna        | 68,88 | 69,73 | 68,69 | 69,73     |      |
| 28        | B      | Pezhman Ghalehnoei     | Iran          | 69,15 | n     | n     | 69,15     |      |
| 29        | A      | Kaveh Mousavi          | Iran          | 63,19 | 65,03 | n     | 65,03     |      |
| 30        | A      | Amanmurad Hommadov     | Turkmenistan  | 61,55 | 61,99 | n     | 61,99     |      |
|           | A      | Kibwe Johnson          | Stati Uniti   | n     | n     | n     | NM        |      |
|           | A      | Marco Lingua           | Italia        | n     | n     | n     | NM        |      |

### Finale
| Record mondiale      | Jurij Sedych    | 86,74 m | Stoccarda | 30 agosto 1986    |
| Record olimpico      | Sergej Litvinov | 84,80 m | Seul      | 26 settembre 1988 |
| Capolista stagionale | Paweł Fajdek    | 81,87 m | Bydgoszcz | 25 giugno 2016    |

Venerdì 19 agosto, ore 21:05.
| Pos.    | Atleta               | Età | Nazione     | Lanci | Lanci | Lanci | Lanci           | Lanci           | Lanci           | Misura | Note |
| Pos.    | Atleta               | Età | Nazione     | 1°    | 2°    | 3°    | 4°              | 5°              | 6°              | Misura | Note |
| ------- | -------------------- | --- | ----------- | ----- | ----- | ----- | --------------- | --------------- | --------------- | ------ | ---- |
| Oro     | Dilšod Nazarov       | 34  | Tagikistan  | 76,16 | 77,27 | 78,07 | 77,17           | 78,68           | 77,68           | 78,68  |      |
| Argento | Ivan Cichan          | 40  | Bielorussia | 76,13 | 77,43 | 73,48 | n               | 77,79           | 76,34           | 77,79  |      |
| Bronzo  | Wojciech Nowicki     | 27  | Polonia     | n     | 74,94 | 74,97 | n               | n               | 77,73           | 77,73  |      |
| 4       | Diego del Real       | 22  | Messico     | 73,35 | 73,58 | 76,05 | n               | 70,83           | 73,57           | 76,05  |      |
| 5       | Marcel Lomnický      | 29  | Slovacchia  | 73,33 | 72,65 | 74,96 | 75,09           | 75,97           | 74,64           | 75,97  |      |
| 6       | Ashraf Amgad Elseify | 21  | Qatar       | 73,88 | 75,40 | 74,45 | 75,20           | 75,46           | 74,25           | 75,46  |      |
| 7       | Krisztián Pars       | 34  | Ungheria    | 74,77 | 75,15 | 75,28 | 74,89           | 74,62           | n               | 75,28  |      |
| 8       | David Söderberg      | 37  | Finlandia   | 72,30 | n     | 74,61 | 74,38           | n               | n               | 74,61  |      |
| 9       | Siarhej Kalamoec     | 27  | Bielorussia | 74,22 | 74,17 | 73,70 | Non qualificati | Non qualificati | Non qualificati | 74,22  |      |
| 10      | Serghei Marghiev     | 24  | Moldavia    | 73,31 | 74,14 | n     | Non qualificati | Non qualificati | Non qualificati | 74,14  |      |
| 11      | Jevhen Vynohradov    | 32  | Ucraina     | 73,39 | n     | 74,11 | Non qualificati | Non qualificati | Non qualificati | 74,11  |      |
| 12      | Wagner Domingos      | 35  | Brasile     | n     | 71,97 | 72,28 | Non qualificati | Non qualificati | Non qualificati | 72,28  |      |